# L'Orphelin et son destin
L'Orphelin et son destin ou Chien sans maître cherché, maître sans chien (Often an Orphan) est un cartoon, réalisé par Chuck Jones et sorti en 1949, qui met en scène Porky Pig.

## Fiche technique
- Titre : L'Orphelin et son destin
- Titre original : Often an Orphan
- Réalisation : Chuck Jones
- Scénario : Michael Maltese
- Musique : Carl Stalling
- Société de production : Warner Bros. Cartoons
- Société de distribution : Warner Bros. Pictures

## Distribution

### Voix originales
- Mel Blanc : Porky Pig / Charlie Dog

### Voix françaises
- Jean Droze : Porky Pig
- Claude Joseph : Charlie Dog